# Österreichischer Gewerkschaftsbund

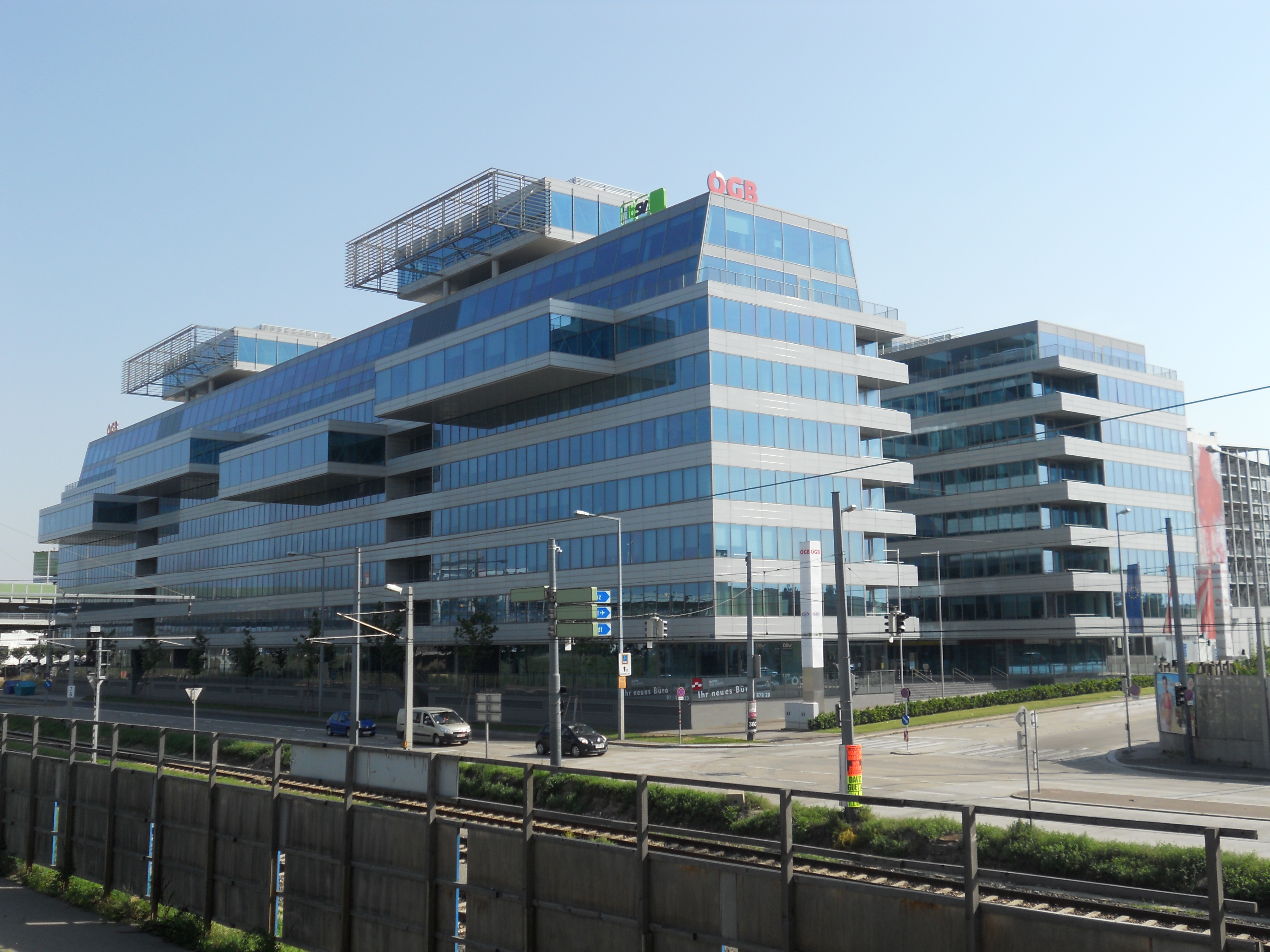
Der Hauptsitz des ÖGB in Wien 2., Johann-Böhm-Platz 1 (rechts), Ecke Handelskai (links)

Der Österreichische Gewerkschaftsbund (ÖGB) ist eine 1945 gegründete überparteiliche Interessenvertretung für Arbeitnehmer und Arbeitnehmerinnen. Er ist als Verein konstituiert und gliedert sich in sieben Teilgewerkschaften. Traditionell wird er von der Fraktion Sozialdemokratischer GewerkschafterInnen dominiert. Während der Zeit des Ständestaats von 1934 bis 1938 bestand eine von der Diktaturregierung abhängige, nicht demokratisch konstituierte Organisation mit sehr ähnlichem Namen.
Der ÖGB ist Mitglied des Internationalen Gewerkschaftsbundes (IGB) und des Europäischen Gewerkschaftsbundes (EGB).

## Teilgewerkschaften (Fachgewerkschaften)
Die sieben Teilgewerkschaften sind:
- Gewerkschaft GPA (Gewerkschaft GPA)
- Gewerkschaft öffentlicher Dienst (GÖD)
- Gewerkschaft younion (Gemeindebedienstete, Kunst, Medien, Sport, freie Berufe)
- Gewerkschaft Bau-Holz (GBH)
- Gewerkschaft vida
- Gewerkschaft der Post- und Fernmeldebediensteten (GPF)
- Gewerkschaft PRO-GE (Produktionsgewerkschaft)

Siehe auch: Liste von Gewerkschaften in Österreich, zur Geschichte
Die Bezeichnung Teilgewerkschaft ist für die Gewerkschaften des ÖGBs heute eher zutreffend als die Bezeichnung Fachgewerkschaft, da die Einteilung heute nicht vollständig nach Wirtschaftsgruppen erfolgt, sondern weitaus komplexer funktioniert:

So haben sich die Fachgewerkschaften (also jene Gewerkschaften, die für bestimmte Teile des Wirtschaftslebens zuständig sind) nur um die Arbeiter ihrer Betriebe zu kümmern, während sich die GPA um die Angestellten kümmerte.

Weiters betreuen die Gewerkschaften des öffentlichen Dienstes (GÖD, YOUNION) nicht nur Arbeitnehmer des Staates, sondern auch die aus dem staatlichen Umfeld ausgelagerten Firmen, so diese nicht ihre eigenen Gewerkschaften (wie GPF, ehem. GdE) haben.

In der heutigen Struktur wird die in Österreich traditionell stark gewesene Trennung in Arbeiter- und Angestelltenschaft nicht mehr aufrechterhalten, und die (Klein-)Unternehmerschaft und andere Formen neuer Arbeitsverhältnisse sind in die gewerkschaftliche Vertretung integriert.

## Der ÖGB als Unternehmer
Dem ÖGB gehörten zum 31. Dezember 2012 Anteile an der im Jahr 2009 errichteten ÖGB Liegenschaftsholding GmbH (100-prozentiges Tochterunternehmen) und nach der im Jahr 2009 erfolgten Veräußerung von 49 Prozent an die Österreichische Gewerkschaftliche Solidarität Privatstiftung (ÖGSP) 51 Prozent der Anteile an der ÖGB Beteiligungsgesellschaft m.b.H.
Die ÖGB Liegenschaftsholding GmbH hält 100 Prozent der Anteile an den Gesellschaften Ebendorferstraße 7 Liegenschaftsverwaltung GmbH und Biberstraße 5 Liegenschaftsverwaltung GmbH. Die ÖGB Beteiligungsgesellschaft m.b.H hält derzeit 100 Prozent Anteile an den Unternehmen ÖGB Vermögensverwaltungsgesellschaft m.b.H., Quirinus Holding GmbH und Verlag des Österreichischen Gewerkschaftsbundes GmbH. Die ÖGB Vermögensverwaltungsgesellschaft m.b.H. hält mit ihrem Tochterunternehmen, der AVB Holding GmbH, und der Quirinus Holding GmbH 100 Prozent an der HK 348 Vermögensverwaltungs GmbH & Co KG (HK 348 = Handelskai 348, die Längsfront des ÖGB-Gebäudes). Die HK 348 Vermögensverwaltungs GmbH und Co KG ist Eigentümerin der Liegenschaft „Catamaran“ im 2. Wiener Gemeindebezirk, wo der Österreichische Gewerkschaftsbund gemeinsam mit vier Gewerkschaften von seiner Tochterfirma Büroräumlichkeiten mietet.
Bis in die 1980er Jahre war der ÖGB der größte private Bankier in Österreich (BAWAG). 2006/07 trennte sich der ÖGB infolge der BAWAG-Affäre, die zum Rücktritt des ÖGB-Vorstandes führte, komplett von der Bank und verkaufte sie an den US-amerikanischen Investor Cerberus.

## Fraktionen
Die Führung des ÖGB ist nach Fraktionen organisiert. Die Fraktionen haben enge Bindungen zu den jeweiligen politischen Parteien. Die Fraktion Sozialdemokratischer Gewerkschafter (FSG) ist die stärkste Fraktion und besetzt die meisten Spitzenpositionen. Vorsitzender war bis 12. Juni 2018 Wolfgang Katzian von der GPA-djp, zu seinem Nachfolger wurde Rainer Wimmer gewählt. Die FSG hat ein enges Verhältnis zur SPÖ. Zweitstärkste Fraktion ist die Fraktion Christlicher Gewerkschafter (FCG), die der ÖVP nahesteht und die Gewerkschaft öffentlicher Dienst dominiert. Eine weitere Fraktion sind die Freiheitlichen Arbeitnehmer (FA), die der FPÖ nahestehen. Dazu kommen die Unabhängigen GewerkschafterInnen im ÖGB (UG), die Fraktion Parteifreier Gewerkschafter und die Fraktion Gewerkschaftlicher Linksblock (GLB).

## Organisation
Zusätzlich zu den Teilgewerkschaften und den Fraktionen ist der ÖGB auch in Abteilungen organisiert, so zum Beispiel besteht die Jugendabteilung (ÖGJ), die in fast jeder Gewerkschaft aktiv ist.
Darüber hinaus existiert wiederum die Aufteilung in Landesorganisationen, die sich auch in den meisten Gewerkschaften fortsetzt.
Bis zum 27. März 2006 war Fritz Verzetnitsch Präsident, welcher aber nach dem Bekanntwerden des sogenannten „BAWAG-Skandals“ von sämtlichen gewerkschaftlichen und politischen Funktionen zurücktrat und am 2. Mai 2006 vom ÖGB entlassen wurde. Als seinen interimistischen Nachfolger bis zum nächsten Bundeskongress 2007 beauftragte Verzetnitsch den bisherigen Vizepräsidenten Rudolf Hundstorfer, der bei diesem Kongress auch offiziell bestätigt wurde. Ab 1. Dezember 2008 war Erich Foglar Präsident des ÖGB. Am 14. Juni 2018 wurde Wolfgang Katzian zum ÖGB-Präsidenten gewählt, in seinem Amt als Vizepräsident bestätigt wurde Norbert Schnedl. Neue Vizepräsidentin wurde Korinna Schumann, die Renate Anderl in dieser Funktion nachfolgte.
Die innere Demokratie des Vereins ÖGB ist nicht ausgeprägt. Die Mitglieder in den Betrieben und Dienststellen haben kein direktes Wahlrecht, weil die Ergebnisse der jeweils letzten Betriebsrats- beziehungsweise Personalvertretungswahlen eins zu eins auch auf die gewerkschaftlichen Gremien umgelegt werden. In letzter Konsequenz bestimmen daher auch Nichtmitglieder über die Zusammensetzung der gewerkschaftlichen Gremien. Der Aufbau des ÖGB ist zudem stark zentralistisch. Dies führte in der Vergangenheit auch dazu, dass sich ein scheidender Präsident seinen Nachfolger aussuchen konnte (Benya „bestimmte“ Verzetnitsch). Die Wahl war dann ein bloßer Formalakt.
Der ÖGB ist Mitglied der Sozialpartnerschaft und hat mit seiner hohen Mitgliederzahl großen Einfluss auf die Wirtschafts- und Sozialpolitik. Seine einst beträchtliche wirtschaftliche Macht (siehe Abschnitt „Der ÖGB als Unternehmer“) hat sich stark reduziert: Die BAWAG wurde 2006 / 2007 verkauft, das Reisebüro Ruefa 2005 vom Österreichischen Verkehrsbüro gekauft.
Die ÖGB-Zentrale befindet sich in Wien 2., Johann-Böhm-Platz 1, Ecke Handelskai 348, im Gebäude einer ÖGB-Tochtergesellschaft, in unmittelbarer Nähe der U-Bahn-Station Donaumarina der U2. Der ÖGB ist Anfang 2010 mit den Fachgewerkschaften ProGe, Bau-Holz, vida, Gewerkschaft der Post- und Fernmeldebediensteten und dem Verband Österreichischer Gewerkschaftlicher Bildung (VÖGB), dem ÖGB-Verlag und dem Reiseunternehmen Sotour Austria in diese neue Zentrale gezogen. Zuvor befand sich die ÖGB-Zentrale Jahrzehnte lang in Wien 1., Hohenstaufengasse 10–12.

## Mitgliederentwicklung
Die Anzahl der Mitglieder seit 1945 setzt sich wie folgt zusammen.
Der Mitgliederstand des ÖGB erreichte 1981 mit 1,677 Millionen seinen Höhepunkt und sank in der Folge deutlich (siehe Grafik). Der BAWAG-Skandal verstärkte diese Tendenz. 2013 sank die Zahl der Gewerkschaftsmitglieder unter 1,2 Millionen. Mit Jahresende 2014 waren in sieben Einzelgewerkschaften insgesamt 1.198.071 Personen als Mitglieder registriert.
2016 wurde zum ersten Mal seit 1984 wieder ein Mitgliederplus verzeichnet, auch in den Jahren 2017 bis 2019 konnte der ÖGB mehr Mitglieder gewinnen, wobei 2020 und 2021 wieder ein Minus zu verzeichnen war. Zum Jahresende 2023 waren 1.212.990 Mitglieder registriert. Langfristig gesehen besaß der ÖGB seit den 1950er Jahren stets an die 1,2 Millionen Mitglieder oder mehr.
Aufgrund der konstanten Zunahme an Beschäftigten in Österreich nimmt der „Organisationsgrad“ (Anteil der Arbeitnehmer die Mitglied der Gewerkschaft sind) trotz annähernd gleichbleibender absoluter Mitgliederzahl in den letzten Jahren stetig ab. Im Vergleich zum Jahr 1981 hat sich der Organisationsgrad von damals knapp 60 % auf nunmehr lediglich 32 % beinahe halbiert.

## Geschichte
Schon vor der formellen Errichtung des Ständestaates (1934–1938) wurde am 2. März 1934 von der Diktaturregierung Dollfuß der Gewerkschaftsbund der österreichischen Arbeiter und Angestellten gegründet, nachdem unter anderem die sozialdemokratisch orientierten freien Gewerkschaften verboten worden waren. Sein nicht demokratisch bestimmter Präsident war der Christlichsoziale Johann Staud. Die Organisation war als „Feigenblatt“ der Diktatur gegenüber der Arbeiterschaft zu betrachten, entfaltete keine nennenswerte Wirksamkeit und wurde vom 1945 gegründeten ÖGB nicht als Vorläufer anerkannt.

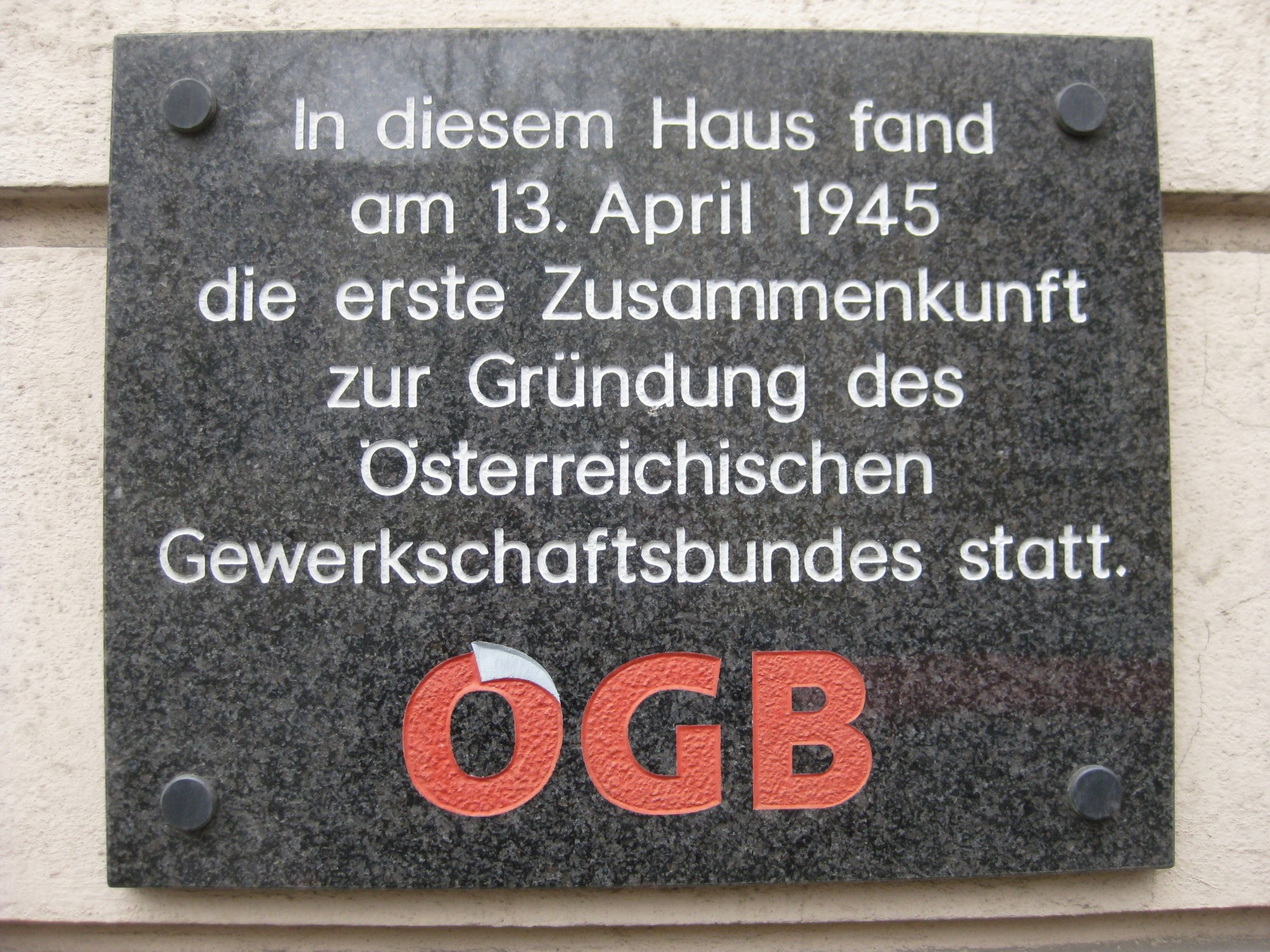
Gedenktafel in der Kenyongasse 3 in Wien Neubau

Der ÖGB wurde unmittelbar nach Ende der Schlacht um Wien am 15. April 1945 in Wien von Lois Weinberger (ÖVP, erster Vizepräsident), Gottlieb Fiala (KPÖ) und Johann Böhm (SPÖ, erster Präsident) gegründet. Sozialdemokratische, kommunistische und christliche Gewerkschafter gründeten eine im Unterschied zur Ersten Republik einheitliche, nicht parteigebundene Gewerkschaftsorganisation mit dem Namen Österreichischer Gewerkschaftsbund (ÖGB).
1947 wurden das neue Betriebsrätegesetz und das Kollektivvertragsgesetz beschlossen und dem ÖGB die Kollektivvertragsfähigkeit zuerkannt. 1947 überschritt die Mitgliederzahl des ÖGB die Millionengrenze.
Im Zuge des ersten ÖGB-Bundeskongresses 1948 wurden 16 Fachgewerkschaften gegründet. Die Anzahl der heute Teilgewerkschaften genannten Organisationseinheiten hat sich durch Zusammenschlüsse bis 2011 auf sieben reduziert.
Präsidenten des ÖGB (siehe unten) bekleideten auch hohe Staatsämter: Johann Böhm war Zweiter Präsident des Nationalrats, Anton Benya Präsident des Nationalrats. Andere wurden nach ihrer ÖGB-Präsidentschaft zu Bundesministern bestellt: Franz Olah zum Innenminister, Rudolf Hundstorfer zum Sozialminister. Zwei Präsidenten schieden im Unfrieden aus hohen Ämtern: Olah wurde 1964 als Innenminister abberufen und aus der SPÖ ausgeschlossen, Fritz Verzetnitsch musste 2006 als ÖGB-Präsident zurücktreten, da er ohne Wissen des ÖGB-Präsidiums für den ÖGB hohe Haftungen für die ins Trudeln geratene „Gewerkschaftsbank“ BAWAG P.S.K. übernommen hatte.
Von 2008 bis 2019 war Bernhard Achitz Leitender Sekretär des ÖGB. Am 25. Juni 2019 wurden Willi Mernyi und Ingrid Reischl vom ÖGB-Bundesvorstand als Leitende Sekretäre des ÖGB bestellt. 2023 wurden Mernyi, Reischl und Thomas Hochmayr zu ÖGB-Bundesgeschäftsführern ernannt. 2024 trat Helene Schuberth die Nachfolge der in Pension gegangenen Reischl an.
2025 kritisiert die GÖD die Scheinselbständigkeit bei Lieferando und wirkt gegen die "moderne Ausbeutung".